# Lela Dzjavachisjvili
Lela Dzjavachisjvili (Georgisch: ლელა ჯავახიშვილი, In het Engels geschreven als Lela Javakhishvili) (Telavi, 23 april 1984) is een  schaakster uit Georgië. Zij heeft de titels Internationaal Meester (IM) en grootmeester bij de vrouwen (WGM). 
Vier keer won ze het Georgische schaakkampioenschap voor vrouwen. Ze nam vier keer deel aan het Wereldkampioenschap schaken voor vrouwen. 

## Schaakcarrière
Dzjavachisjvili werd in 2003 grootmeester bij de vrouwen (WGM), in 2005 werd ze Internationaal Meester (IM).
De normen voor de in november 2003 toegekende WGM-titel behaalde ze in 2000 bij het Georgisch schaakkampioenschap in Tbilisi, in 2002 bij de European Club Cup voor vrouwen 2002 in Antalya en in 2003 bij het Europees kampioenschap schaken voor vrouwen. De beide laatste normen waren tevens geldig als norm voor de titel Internationaal Meester (IM), een volgende IM-norm behaalde Dzjavachisjvili op het vrouwentoernooi van de 36e Schaakolympiade in 2004 in Calvià, waardoor haar in mei 2005 de IM-titel werd toegekend. 
In maart 2010 was haar Elo-rating 2500. In januari 2015 stond ze op de derde plaats op de vrouwenranglijst van Georgië. Haar beste positie op de FIDE-wereldranglijst voor vrouwen was plaats 14 in oktober 2007 en in maart 2010. 

## Individuele resultaten
In 1996 werd ze in Rimavská Sobota tweede op het Europees schaakkampioenschap voor jeugd in de categorie meisjes tot 12 jaar. Het Europees kampioenschap voor meisjes tot 14 jaar won ze in 1998 in het Oostenrijkse Mureck. In het Spaanse Oropesa del Mar werd ze in 1998 op het Wereldkampioenschap schaken voor jeugd werd ze in de categorie meisjes tot 14 jaar tweede. In 1999 werd ze in Litochoro derde op het Europees kampioenschap voor meisjes tot 18 jaar. In 1999 werd ze in Oropesa del Mar derde op het WK voor meisjes tot 18 jaar. Bij het EK voor meisjes tot 20 jaar in 2001 werd ze in Rio (Griekenland) tweede achter de Poolse schaakster Iveta Radziewicz. In 2005 won ze een internationaal vrouwentoernooi in Şəki. In 2007 won ze in Tbilisi voor de tweede keer het Georgische kampioenschap voor vrouwen, de eerste keer was in 2001. In 2016 won ze dit kampioenschap voor de derde keer. 
In juni 2004 werd de aandacht op haar gevestigd door het openbaar maken van een brief aan de FIDE, waarin ze samen met de vrouwelijke grootmeester (WGM) Ana Matnadse verschillende aspecten van het Wereldkampioenschap schaken voor vrouwen bekritiseerde.

## Resultaten in schaakteams

### Nationale teams
Met het Georgische nationale vrouwenteam nam ze deel aan de Schaakolympiades voor vrouwen van 2004, 2006, 2008, 2010, 2012 en 2014, waarbij ze in 2006 een individuele bronzen medaille behaalde voor haar resultaat aan het derde bord: 8.5 pt. uit 11. In 2008 won ze met haar team een gouden medaille voor de overwinning, en in 2010 een bronzen medaille voor haar resultaat met het team.
Aan het vrouwentoernooi van het Wereldkampioenschap schaken voor landenteams nam ze deel in 2007, 2009, 2011, 2013 en 2015. In 2011 werd ze met het team derde en in 2015 won ze met het team het toernooi. Voor haar individuele resultaat won ze in 2007 aan het tweede bord zilver en in 2013 aan het derde bord brons.
Aan het vrouwentoernooi van het Europees schaakkampioenschap voor landenteams nam Lela Dzjavachisjvili deel in 2007, 2009, 2011, 2013 en 2015. Met het team werd ze in 2009 tweede en in 2011 en 2015 derde. Individueel ontving ze gouden medailles voor haar resultaten in 2009 aan het tweede bord, in 2013 aan het reservebord en in 2015 aan het derde bord.

### Schaakverenigingen
Ze speelt voor de schaakvereniging NTN Tbilisi (in 2007 van naam gewijzigd in Interplast Tiflis, in 2009 van naam gewijzigd in Samaia Tiflis), waarmee ze in 2004 in İzmir en in 2005 in Saint-Vincent de European Club Cup voor vrouwen won. Voor haar individuele resultaat 4 pt. uit 5 aan het derde bord in 2004 (Elo-performance 2590), ontving ze een individuele gouden medaille. Een volgende gouden medaille behaalde ze met Mika Jerevan bij de European Club Cup 2012 in Eilat voor haar resultaat 5.5 pt. uit 7 aan het vierde bord. In totaal nam ze sinds 2002 elf keer deel aan de European Club Cup voor vrouwen en won ze acht keer met het team een medaille (twee keer goud, vier keer zilver, twee keer brons) en vier keer een individuele medaille (een keer goud, een keer zilver, twee keer brons). In de Turkse hoofdcompetitie speelt ze voor Antalya Çallıspor, in Frankrijk speelt ze sinds 2007 voor Club de Bischwiller, waarmee ze in 2008 en in 2015 het Franse kampioenschap voor vrouwenteams won. Ook speelt ze in verenigingen in Roemenië, Kroatië (voor Rijeka), China (in 2012 bij Wuxi Huafang Construction, in 2013 bij de kampioen Tianjin Nankai University, in 2016 bij Qingdao School en in 2019 bij Chongqing Jiulongpo Yucai) en in Iran (aan het eerste bord bij de Iraanse vrouwenkampioen in 2010 Persepolis). In de Duitse bondscompetitie voor vrouwenteams speelt Dzjavachisjvili sinds seizoen 2016/17 voor SK Schwäbisch Hall. 

## Externe koppelingen
- (en)   Informatie over schaakpartijen van Lela Dzjavachisjvili op ChessGames.com
- (en)   Informatie over schaakpartijen van Lela Dzjavachisjvili op 365chess.com
- (en)  FIDE-ratinggegevens voor Lela Dzjavachisjvili